# Тиноко де Контрерас, Хосе Грегорио
Хосе Тиноко де Контрерас, полное имя Хосе Грегорио Тиноко де Контрерас (исп. José Gregorio Tinoco de Contreras; родился, предположительно, в 1780 году — дата смерти неизвестна) — политический деятель и борец за независимость территорий Центральной Америки от подданства Испании, консерватор. С 15 января 1818 по 21 ноября 1821 года — правитель области Комаягуа, ныне принадлежащей Гондурасу.

## Биография
Хосе Грегорио Тиноко де Контрерас был градоначальником, а также комбригом в Комаягуа в Вице-королевстве Новая Испания. Являлся членом Совета испанского правительства (Кабильдо, исп. Cabildo de Españoles) в Комаягуа. 15 января 1818 получил должность управителя от Хуана Антонио Торнос Санта Кафигаля. В 1819 против Хосе Тиноко де Контрераса был раскрыт заговор — заговорщиков поймали и взяли под стражу.

### Комаягуа
В 1812 году градоначальник Хосе Грегорио Тиноко де Контрерас провозгласил независимость Комаягуа от Испании. В ноябре 1817 Тиноко де Контрерас предоставил Совету Индий независимость для обороны Комаягуа от нападения комбрига Тегусигальпы. В августе 1821 года выступал перед Советом правительства за присоединение к Мексике и был поддержан.